# Weltvernichtungsmaschine
Die Weltvernichtungsmaschine (englisch doomsday device) ist eine fiktive Abschreckungswaffe. Eine Verwendung dieser Waffe löscht alle Konfliktparteien aus und kann deswegen als Teil einer „Gleichgewicht des Schreckens“-Strategie gesehen werden. Bekannt wurde das Konzept durch Stanley Kubricks Film-Satire Dr. Seltsam oder: Wie ich lernte, die Bombe zu lieben, es wurde danach noch oft im Bereich der Science-Fiction und verwandten Genres verwendet.

## Kontext in Kubricks Film
Im Film Dr. Seltsam oder: Wie ich lernte, die Bombe zu lieben, der vor dem Hintergrund des Kalten Kriegs die gegen den Willen der politischen Führung beider Seiten erfolgte Auslösung eines nuklearen Weltkrieges behandelt, spielt diese Maschine (doomsday device) eine wichtige Rolle. Es handelt sich dabei um eine stationäre russische Anlage, in der große Wasserstoffbomben mit zusätzlichem radioaktiven Material („Kobalt-Thorium-G“) kombiniert sind. Bei einer Detonation der Bomben würde sich angeblich eine Wolke aus radioaktivem Staub mit 93-jähriger Halbwertszeit um die Erde legen und alles Leben auslöschen. Reale Vorbilder sind dabei die Kobaltbombe, Radiologische Waffe („Schmutzige Bombe“) und Zar-Bombe.
Zur Abschreckung ist diese Anlage an einen Computer gekoppelt, der die Bomben automatisch im Falle eines nuklearen Angriffs auf die Sowjetunion oder beim Versuch einer Deaktivierung zündet. Der eigentliche Zweck der Waffe ist defensiver Natur, denn durch den computergesteuerten Automatismus birgt die Weltvernichtungsmaschine ein hohes Abschreckungspotential. Allerdings kann sie dieses Potential nur entfalten, wenn der Gegner über die Existenz der Maschine und die daraus resultierenden Konsequenzen eines nuklearen Angriffs auch Bescheid weiß.
Im Film kann die Aktivierung der Maschine nicht verhindert werden, da der Vorsitzende der sowjetischen KP die Existenz der Weltvernichtungsmaschine erst auf dem nächsten Parteitag als Überraschung preisgeben wollte, sich die Ereignisse aber schon vorher überschlagen.

## Weitere Beispiele aus Literatur und Film
- Die „Waffe des Jüngsten Gerichts“ aus Rückkehr zum Planet der Affen
- Im Science-Fiction Roman Der ewige Friede von Joe Haldeman wird mit dem „Jupiter-Projekt“ eine Variation der Weltvernichtungsmaschine vorgestellt, die bei ihrer Aktivierung das gesamte Universum zerstört.
- Auch die Solarbombe aus dem Film Plan 9 from Outer Space würde laut Aussage der Außerirdischen in dem Film das gesamte Universum zerstören.
- Die Waffen Galaxienzünder oder Nekrophore aus dem Perry-Rhodan-Universum, die dazu geeignet sind, eine Galaxie aufzulösen bzw. komplett zu entvölkern.
- In der Folge „Das verlockende Angebot“ der Serie Die Simpsons, gibt Homer Simpsons neuer Boss und Bond-Bösewicht-Karikatur Hank Scorpio gegenüber dem UN-Sicherheitsrat an, solch eine Waffe zu besitzen.